# Ventifact
Un ventifact (ou windkanter) est une roche qui a été abrasée, piquetée, gravée, rainurée ou polie par du sable (phénomène de corrasion) ou des cristaux de glace entraînés par le vent. Ces formes érosives caractéristiques des zones de déflation se rencontrent le plus souvent dans les environnements arides où la végétation est insuffisante pour interférer avec le transport des particules éoliennes, où les vents forts sont fréquents et où le sable est abondant.

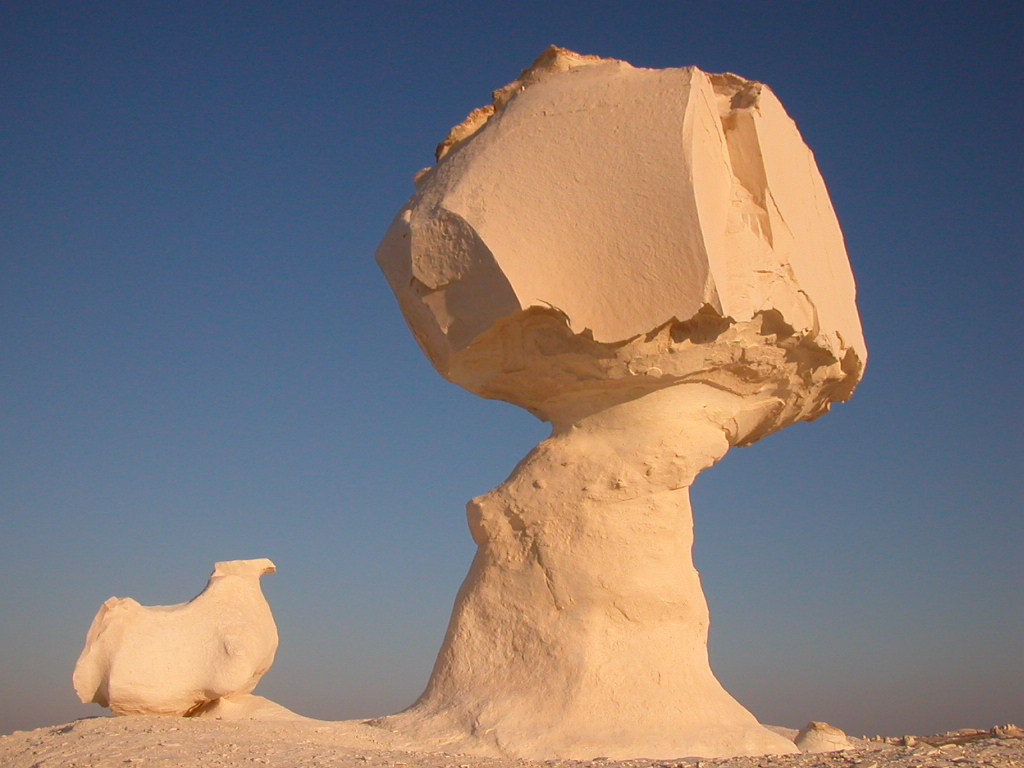
Ventifact en forme de champignon dans le parc national de Al-Farafra en Égypte.

Les ventifacts sont des microformes d'ablation qui peuvent être transformés en sculptures naturelles aux formes évocatrices, comme c'est le cas dans le désert blanc près de l'oasis de Al-Farafra en Égypte. Dans les affleurements rocheux isolés de hauteur moyenne, des piliers en forme de champignon peuvent se former lorsque les affleurements sont érodés par des grains de sable en saltation. Cela est dû au fait que, même par vent fort, les grains de sable ne peuvent pas se maintenir en permanence dans les airs. Au lieu de cela, les particules rebondissent sur le sol, atteignant rarement plus de quelques mètres de hauteur. Au fil du temps, les grains de sable qui rebondissent peuvent éroder les parties inférieures d’un ventifact, tout en laissant un sommet plus large et moins érodé. 
Des pierres isolées, telles que celles qui forment les pavages désertiques, présentent souvent des surfaces rainurées, gravées ou polies, là où ces phénomènes liés au vent ont lentement usé la roche. 
Certaines pierres présentant un petit nombre de facettes éoliennes ont reçu des noms reflétant ce nombre : un dreikanter est par exemple une pierre de forme pyramidale comportant trois facettes éoliennes (outre une face enfouie et arrondie). 
Lorsque d'anciens ventifacts sont préservés sans être déplacés ni perturbés, ils peuvent fournir des indications sur des paléo-vents. Le vent au moment de la formation du ventifact soufflait en direction parallèle aux rainures creusées dans la roche. 
Des ventifacts ont été découverts sur Mars, où de telles roches immobiles ont provoqué des dommages importants aux roues du rover Curiosity. L'un des ventifacts a été baptisé Jake Matijevic. En analysant sa forme, il a été possible de reconstituer la direction principale du vent qui a sculpté le rocher.

## Genèse
« Une idée reçue qui est encore répandue jusque dans les manuels scolaires est celle que le vent est capable de sculpter les roches cohérentes à petite échelle et leur donner des formes parfois extravagantes : arches, piliers, rochers-champignons, etc. Il n’en est rien : si le vent chargé de particules minérales dures (sable) est capable de laisser les traces de son action dans le paysage, c’est surtout à une très grande échelle, d’ordre métrique au plus. À cette échelle (celle de la surface des cailloux de regs), l’action mécanique des particules transportées par déflation est visible, parfois discrète, parfois très apparente. Le vent, en réalité, doit être considéré comme un puissant agent de transport : il nettoie, il déblaie, il époussète, il déplace vers d’autres lieux les sédiments meubles accumulés ici ou bien il accumule ici les sédiments venus d’ailleurs ».

## Galerie

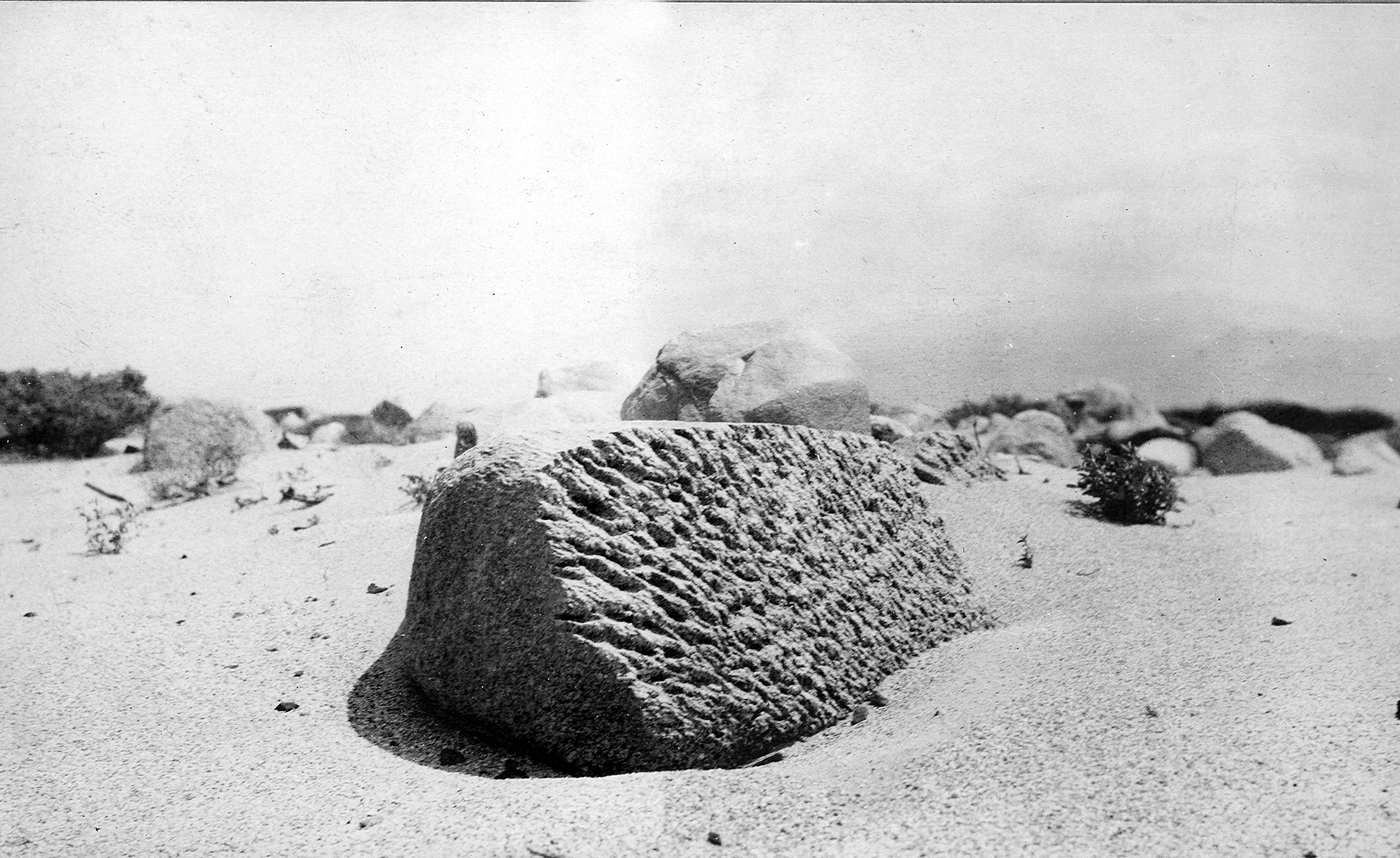
Blocs de schiste creusés par le souffle de sable près de la station de Palm Springs, dans le désert du Colorado, Comté de Riverside, Californie (Mendenhall, 1905).
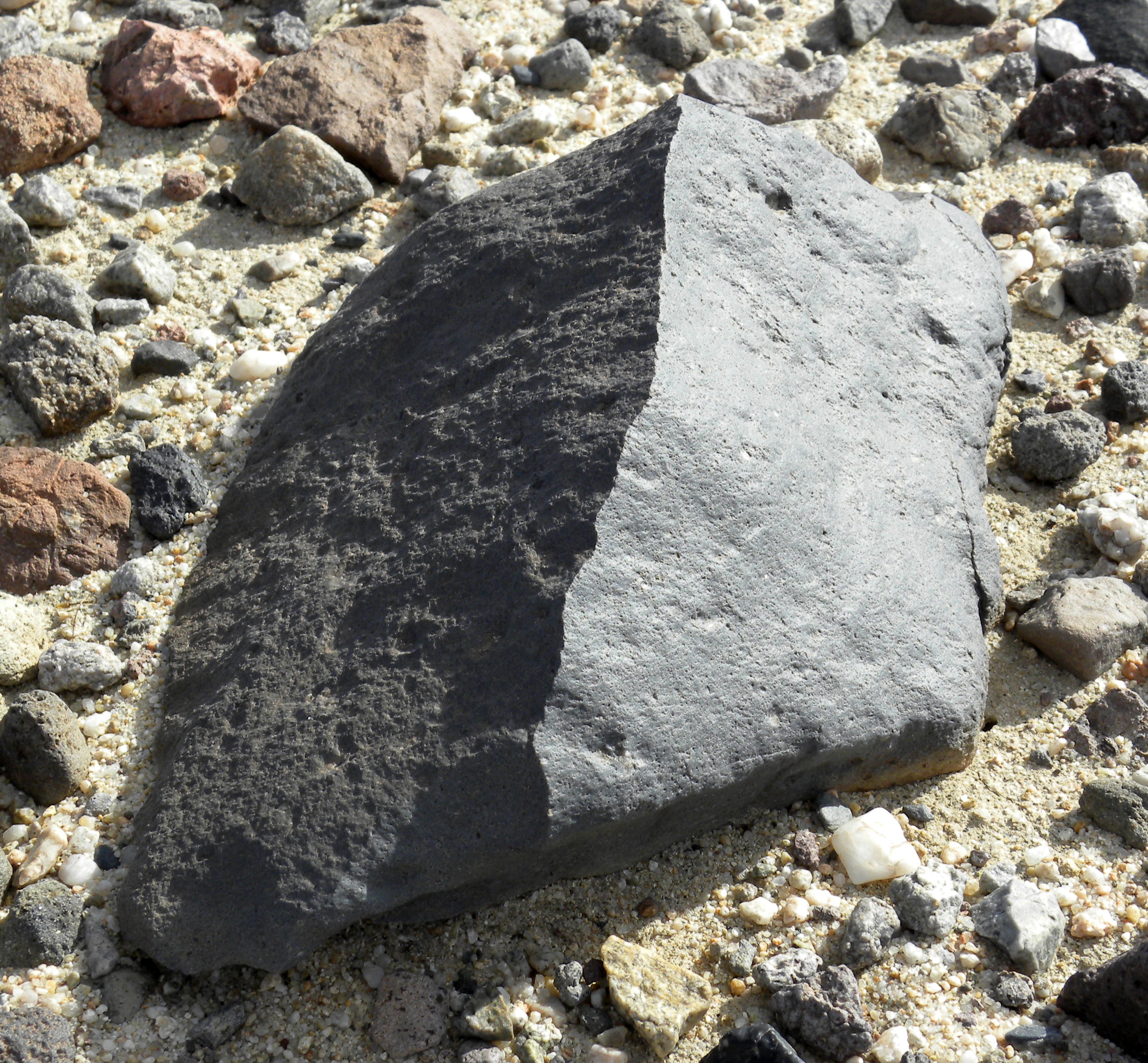
Ventifact du désert des Mojaves près de Barstow, en Californie.
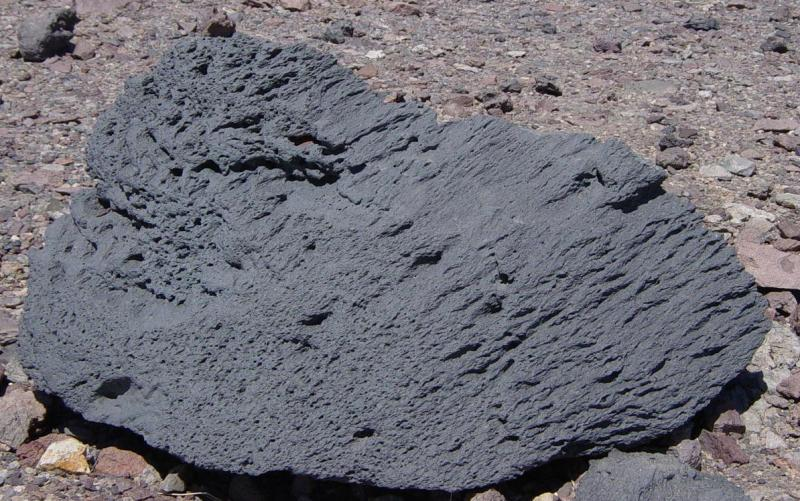
Ventifact à Ventifact Ridge dans la Vallée de la Mort (Mayer, 2003).
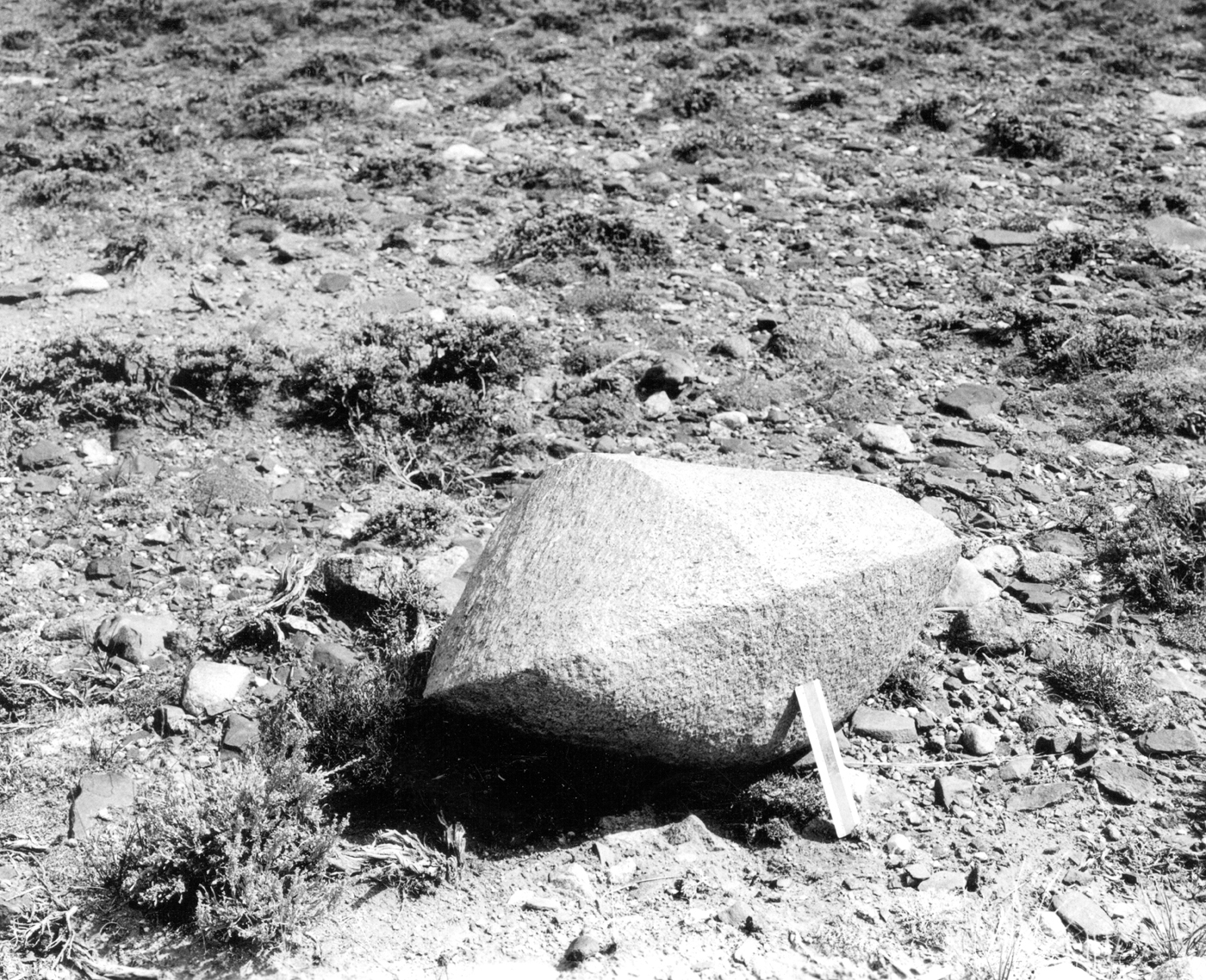
Bloc de granite poli par du sable éolien, comté de Sweetwater, Wyoming (Bradley, 1930).
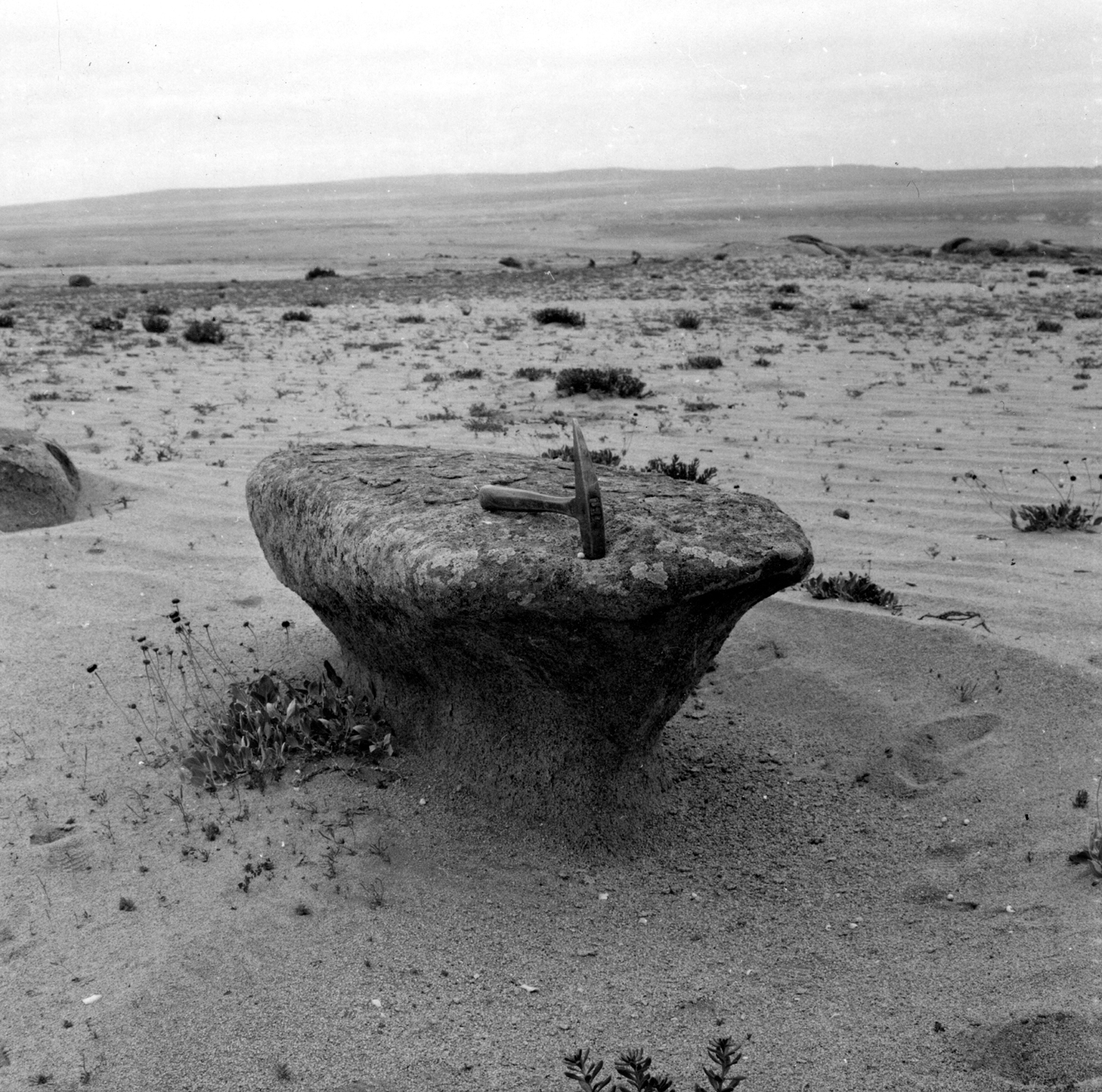
Affleurement de granite sculpté par l'action abrasive de sable éolien, Llano de Caldera, province d'Atacama, Chili (Segerstrom, 1962).
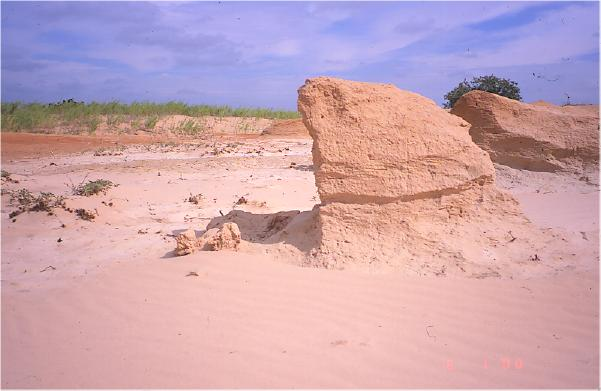
Bloc de grès sculpté par le vent dans une cuvette de déflation près de Meadow (Stout, 2002).
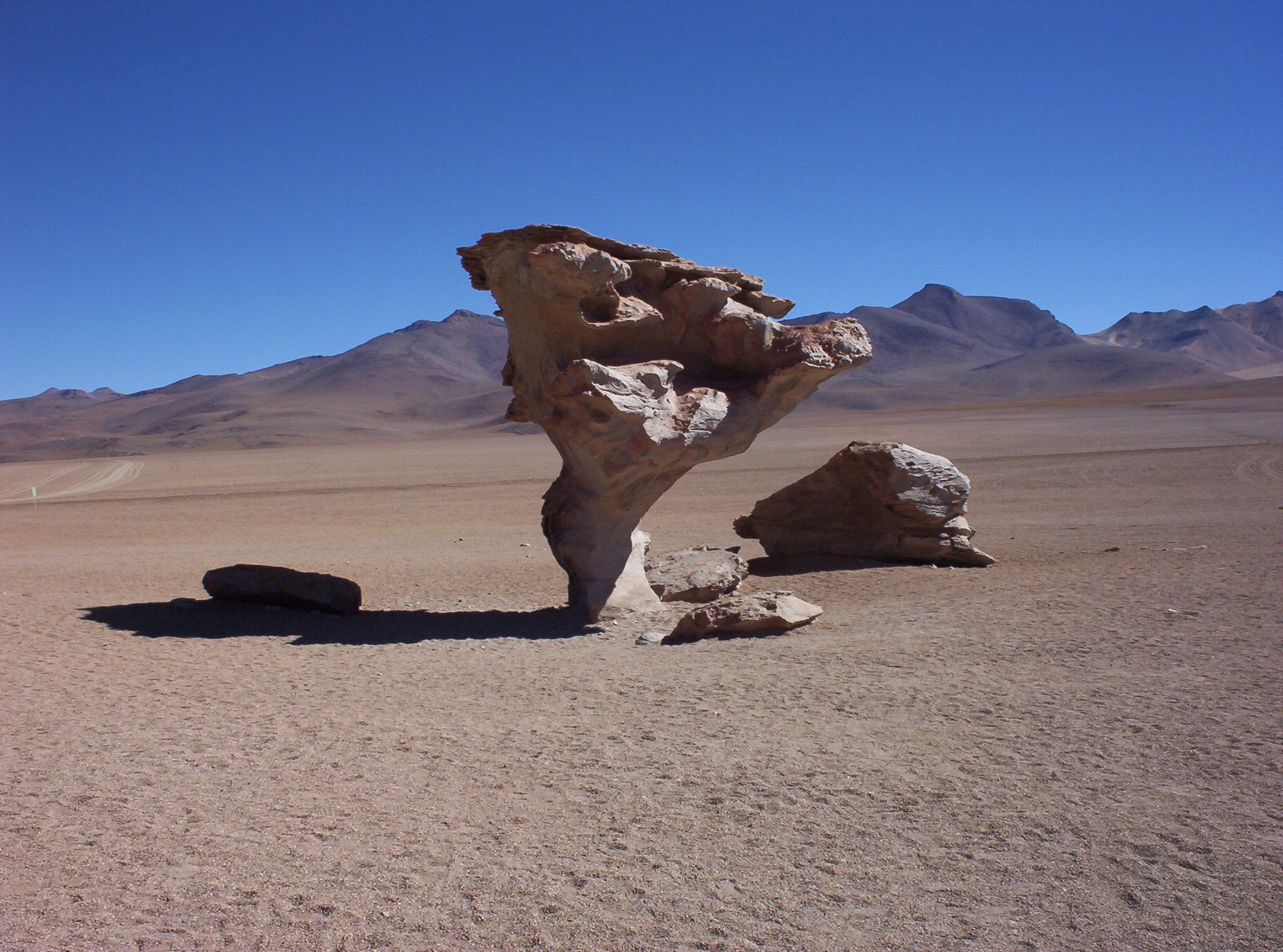
Un rocher-champignon sculpté par l'érosion éolienne dans la région de l'Altiplano en Bolivie (Wilken, 2002).
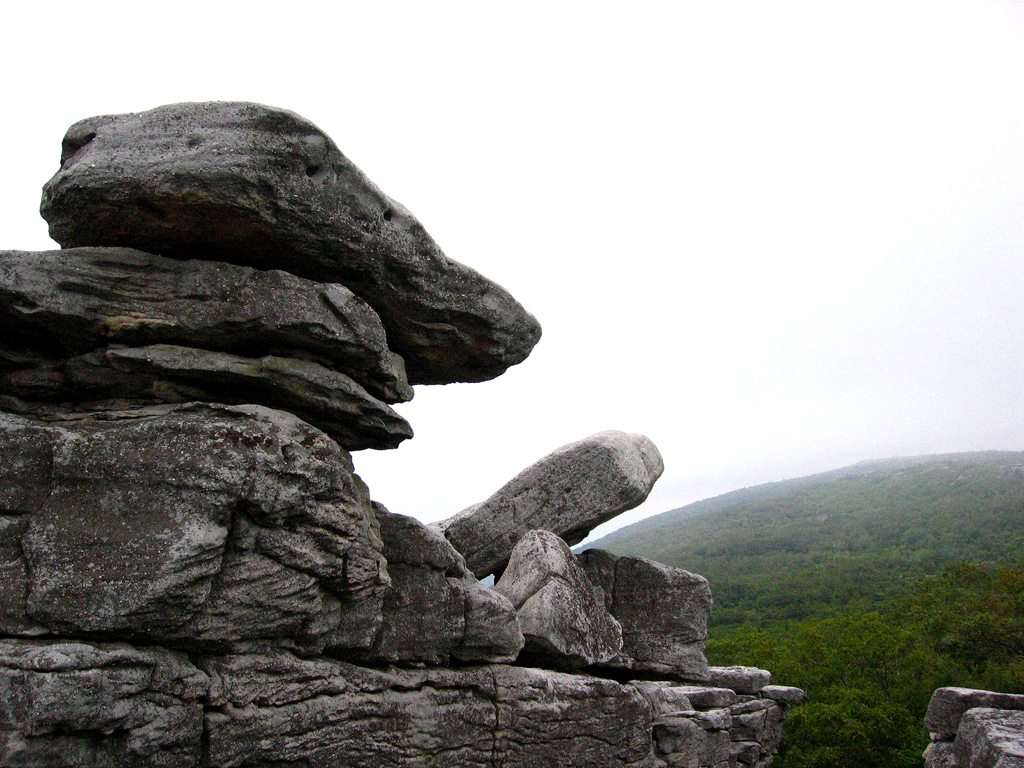
Formation rocheuse sculptée par des vents violents à Dolly Sods, Virginie occidentale, États-Unis.
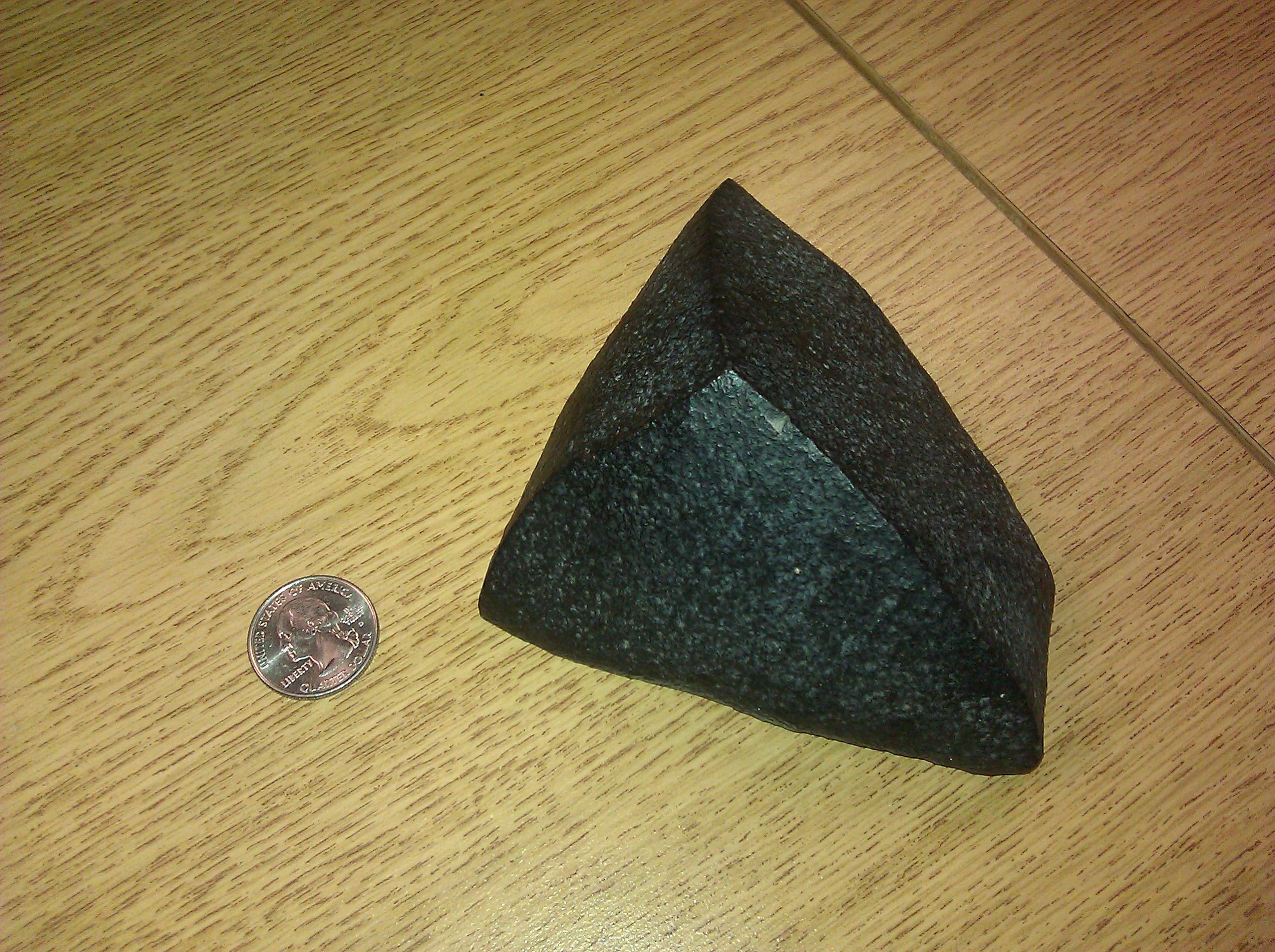
Un caillou à facettes, le dreikanter.